# 〆鯖コハダ
〆鯖コハダ（しめさばコハダ）は日本のゲームクリエーター、イラストレーター。主にアダルトゲームの原画・シナリオやライトノベルのイラストなどを担当する。「ぐずぐず帝国」という同人サークルを主宰している。担当作品には触手責めのシーンが登場することが多い。ブログやTwitterなどにおける一人称は「コハダ」。

## 担当作品
アダルトゲーム
- 斬死刃留（Amolphas）：シナリオ
- ブレイブチェイサーかなた -devil's mischief-（#define）：原画
- 魔法闘少女スズネ（#define）：原画
- ヴァルプルギス（KAI）：企画、原画、シナリオ
- プリンセス☆ストライク!（あてゅ・わぁくす）：原画
- ブレイズハート（KAI）：企画、原画、シナリオ
- リヴォルバーガール☆ハンマーレディ（KAI）：企画、原画
- せんすいぶ!（エスクード）：原画
- PENDULUM（KAI）：シナリオ
- 魔女と剣と千の月（KAI）：原画
- 魔女と剣と千の月 Crimson Apocalypse（KAI）：原画
- 青い空のカミュ（KAI）：原画、シナリオ

ライトノベル
- 星刻の竜騎士（瑞智士記、MF文庫J）：イラスト
- エクトレイヴ! 〜彼女と俺の黙示録〜（水上貴之、一迅社文庫）：イラスト
- ドS魔女の×××（藍上ゆう、このライトノベルがすごい!文庫）：イラスト
- 魔法世界は女ばかりで、俺がパパ!?（鯨晴久、GA文庫）：イラスト
- リアルフォース・イグニッション（七烏未奏、講談社ラノベ文庫）：イラスト
- 僕の欲望は手に負えない（天音マサキ、角川スニーカー文庫）：イラスト
- 聖樹の国の禁呪使い（篠崎芳、オーバーラップ文庫）：イラスト
- 学年トップのお嬢様が1年で偏差値を40下げてギャルになっていた話（あさのハジメ、講談社ラノベ文庫）：イラスト
- 地球丸ごと異世界転生 ～無敵のオレが、最弱だったスライムの子を最強にする～（kt60、GA文庫）：イラスト
- 精霊使いの剣舞（志瑞祐、MF文庫J）：イラスト
- 触手魔術師の成り上がり（飯田栄静、講談社ラノベ文庫）：イラスト

ジュブナイルポルノ
- お嬢様☆温泉学園（月乃御伽、美少女文庫えすかれ）：イラスト
- リヴォルバーガール☆ハンマーレディ 〜怪物より強くてカワイイ女の子たち〜（沖田和彦、監修：KAI、ぷちぱら文庫）：イラスト

CDイラスト
- GWAVE2010 2nd Grace

エンドカードイラスト
- 妹さえいればいい。（第6話）

## 参考
- 〆鯖コハダ - Getchu.com：詳細検索